# ガトーマジック

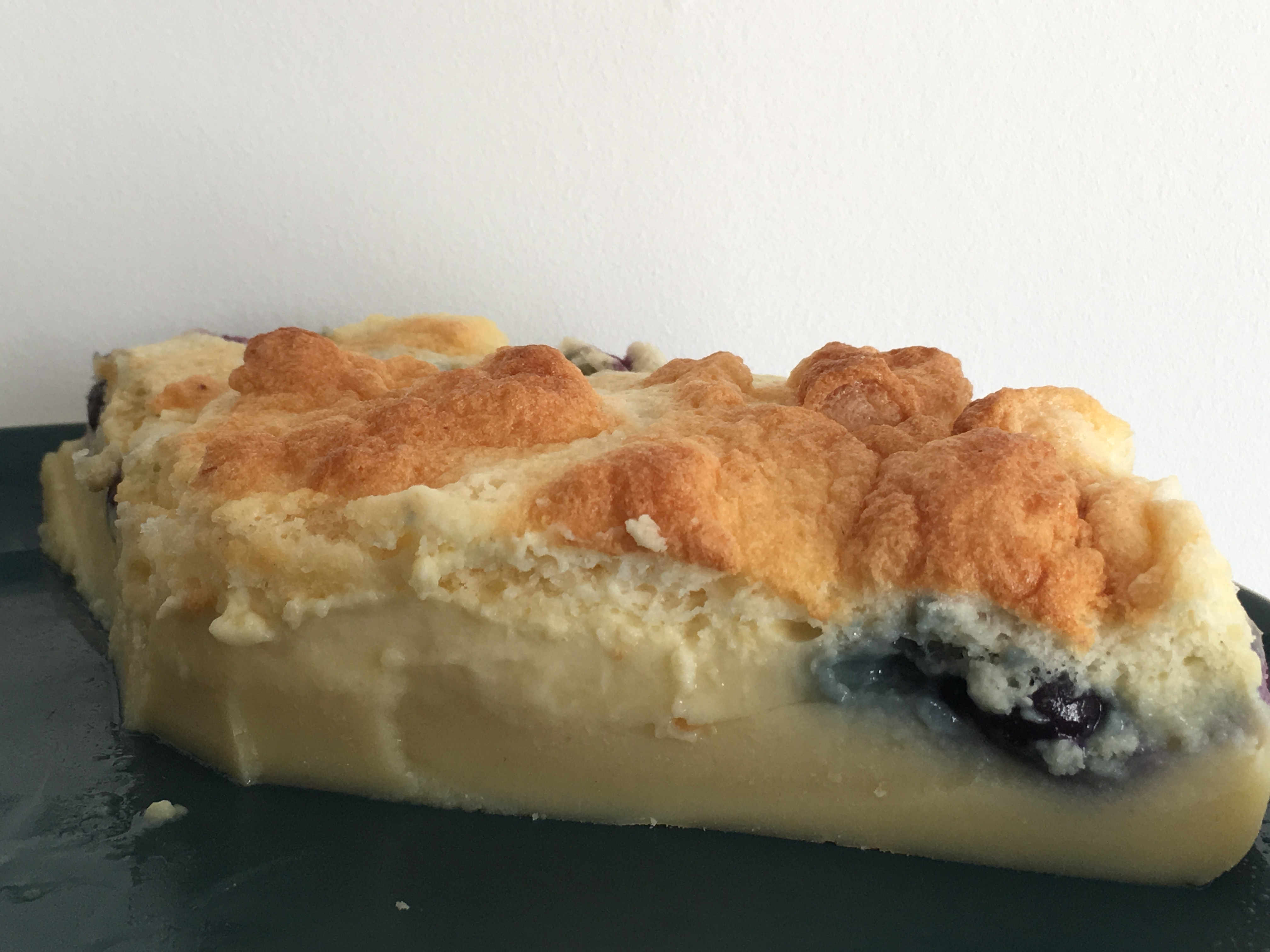
ガトーマジックの例

ガトーマジック（フランス語: gâteau magique）は、フランスで考案されたケーキ。および、そのレシピが最初に掲載された料理本。
2014年にレシピを掲載した料理本が出版されると、瞬く間に人気を得て世界中に広がり、レシピは各国で翻訳された。

## 概要
フランス南西部(ガスコーニュ、ピレネー、ラングドック、コルビエール、ペリゴール、シャラント) の郷土料理ミヤスをベースとしてクリステル・ユエ＝ゴメス（Christelle Huet-Gomez）が考案し、2014年にレシピ本『Le gâteau magique』（2014年、ISBN 978-2501097406 ）を刊行した。
焼き上がったガトーマジックを切ってみると、異なる3つの層から出来ていることが見て取れる。一番下の層は柔らかいフラン、真ん中の層はなめらかなカスタードクリーム、上の層は香ばしいスポンジケーキのような焼き上がりになっている。
1つのケーキなのに、3つのスイーツを味わうような「魔法にかけられた」ような感覚を覚えることから「魔法のケーキ」＝「gâteau magique」と名付けられた。
上述のように出来上がりが3層になるケーキであり、従来ならば3種のケーキをそれぞれ作って重ね合わせるという手間のかかる調理法が想定されたが、下準備は必要なものの、家庭にあるような材料を使い、特別な技術も不要で、材料を泡立てて混ぜるだけという簡単な調理法で出来上がり、アレンジも幅広いことから、瞬く間に世界的な人気となった。

## 日本での展開
日本では、2015年に荻田尚子が初の日本語によるレシピ本『魔法のケーキ』（主婦と生活社、ISBN 978-4391146998）を上梓している。『魔法のケーキ』は発売開始1か月余りで6刷、発行部数6万5千部とこの手のジャンルでは異例の販売速度を記録している。荻田は日本人向けのアレンジとして、チーズケーキなどに用いる「湯せん焼き」という技法を導入している。オーブンの天板や、天板にのせたバットに湯を注いで蒸し焼き状態にする焼き方で、チーズケーキ作りなどで用いられる。これによって、オリジナルの製法よりも上層のスポンジ層の厚みが増し、よりふわふわに仕上がる。これは日本人の好みに合わせたアレンジでもある。

## 作り方の例
以下に作り方を例示する。
1. 下準備を行う。
  - バターを溶かして粗熱を取る。
  - 鶏卵は卵黄と卵白に分けておく。
  - ケーキ型にバターを塗る。
  - オーブンを予熱する。
2. ボウルに卵黄、砂糖、水を加えて撹拌する。
3. 溶かしたバターをボウルに加え、混ぜ合わせる。
4. 薄力粉と塩を合わせたものをボウルに入れて、混ぜる。
5. 泡立てた卵白をボウルに加えて、軽く混ぜる。
ここで卵白を完全になじませると、焼きあがったときに層が別れなくなる。
6. 型に生地を流し込み、オーブンで焼き上げる。
低温（摂氏150度）で焼く。
7. 十分に冷やす。